# Día Internacional de las Víctimas de Desapariciones Forzadas
El Día Internacional de las Víctimas de Desapariciones Forzadas es una jornada que se conmemora el 30 de agosto desde 2011, fue establecida en el 2010 por La Asamblea General de las Naciones Unidas (AGNU).

## Proclamación
El Día Internacional de las Víctimas de Desapariciones Forzadas fue proclamado el 21 de diciembre de 2010, para concienciar sobre el uso de la desaparición forzada como estrategia para infundir terror en los ciudadanos. Según la Declaración sobre la protección de todas las personas contra las desapariciones forzadas, proclamada por la Asamblea General el 18 de diciembre de 1992, las desapariciones forzadas ocurren cuando personas son arrestadas, detenidas o trasladadas contra su voluntad por agentes gubernamentales o grupos organizados apoyados por el gobierno, y luego se niega a revelar su paradero o a reconocer que están privadas de libertad, dejándolas fuera de la protección de la ley.
Este fenómeno genera una sensación de inseguridad que afecta no solo a los familiares directos de los desaparecidos, sino también a la comunidad y a la sociedad en general. La práctica de la desaparición forzada se ha convertido en un problema global, no limitado a una región específica, y ha sido utilizada en situaciones de conflicto interno como método de represión política. La preocupación por esta práctica incluye el acoso a defensores de derechos humanos, familiares de las víctimas, testigos y abogados, así como el uso de la lucha contra el terrorismo como excusa para violar obligaciones y la persistente impunidad.
El Estatuto de Roma de la Corte Penal Internacional y la Convención Internacional para la protección de todas las personas contra las desapariciones forzadas establecen que esta práctica, cuando es parte de un ataque generalizado o sistemático contra cualquier población civil, constituye un crimen contra la humanidad que no prescribe. Esto otorga a las familias de las víctimas el derecho a obtener reparación y a conocer la verdad sobre la desaparición de sus seres queridos.

### Celebración
Este día se celebra anualmente el 30 de agosto. La fecha fue elegida por la AGNU en reconocimiento de la labor de diversas organizaciones de derechos humanos que ya conmemoraban este tema en diferentes partes del mundo. La resolución también expresó su preocupación por el aumento de las desapariciones forzadas y el hostigamiento a testigos y familiares de desaparecidos, y acogió con beneplácito la aprobación de la Convención Internacional para la protección de todas las personas contra las desapariciones forzadas. Este día comenzó a observarse internacionalmente en 2011.

## Temas
- 2011: Primera celebración[6]
- 2012: Un acto que niega la esencia misma de humanidad[7]
- 2013: Las familias y las ONG que luchan por los derechos de las víctimas necesitan apoyo y protección[8]
- 2014: Eliminar todos los obstáculos en la búsqueda de los desaparecidos[9]
- 2015: 40 años del Plan Cóndor[10]
- 2016: Sin tema[11]
- 2017: Sin tema[12]
- 2018: En derecho internacional, la búsqueda y la investigación son obligatorias, no opcionales[13]
- 2019: Los Estados deben actuar ante las desapariciones de migrantes[14]
- 2020: Las familias y las sociedades tienen derecho a conocer la verdad[15]
- 2021: Sin tema[16][17]
- 2022: La desaparición forzada, planificada y sistemática, constituye un crimen de lesa humanidad[18]
- 2023: Memoria, verdad, justicia y reparación para las víctimas de desapariciones forzadas[19]